# 黑腹泥鱂
黑腹泥鱂，為輻鰭魚綱鯉齒目鯉齒亞目花鳉科的其中一種，分布於中美洲海地及牙買加流域，體長可達4公分，棲息在溪流，屬肉食性，以甲殼類、蠕蟲、昆蟲為食，可作為觀賞魚。

## 擴展閱讀
維基物種上的相關：黑腹泥鱂